# Elefsinske misterije
Eleusinske misterije (грч. Ἐλευσίνια Μυστήρια) su bile jesenje inicijacijske ceremonije koje su se svake godine održavale među poklonicama kulta grčkih boginja Demetre i Persefone u Eleusini. Predstavljaju najpoznatiji i najvažniji od svih misterijskih kultova u antici. Veruje se da su se Eleusinske, kao i druge misterije, u Grčkoj pojavile za vreme mikenskog perioda (cca. 1800—1200. p. n. e.) odnosno da su se ustalile oko 1500. p. n. e. Neki naučnici, pak, tvrde da je kult predstavljao nastavak poštovanja drevnijih, minojskih boginja.
Taj je misterijski kult trajao dve hiljade godina. Predstavljao je važan festival helenske ere, a kasnije je prihvaćen i u Rimu, gde su rimljani Demetru poistovetili sa svojom boginjom vegetacije Cererom. Naziv grada Eleusina predstavlja varijantu imenice έλευσις, éleusis, dolazak. Misterije su bile strogo zatvorena religija rodova, ali su kasnije, kada je Eleusina potpala pod atinsku upravu u 7. veku p. n. e. postale atinski državni kult. Kult se vremenom sve više širio i poprimio je panhelenski značaj. Misterije su izvršile jak uticaj na razvitak helenskog duha i helenske misli, pa je samim tim imala uticaj i na sve helenske filozofe i pesnike i njihov rad.
Obredi, ceremonije kao i sama verovanja kulta su tajno održavana, a za inicijaciju se verovalo kako poklonika spaja s bogovima, donosi mu božanske moći i nagrade u zagrobnom životu. Postoje mnoge slike i grnčarija na kojima su prikazani neki detalji misterija. S obzirom da su oni uključivali vizije i zamišljanja zagrobnog svijeta, neki proučavaoci veruju da su Eleusinske misterije uključivale konzumaciju psihodeličnih supstanci.

## Spoljašnje veze
- A description of the Mysteries.
- The Eleusinian Mysteries, Edward A. Beach.
- The Eleusinian Mysteries, Thomas R. Martin, from An Overview of Classical Greek History from Homer to Alexander.
- Images of Inscriptions about the Mysteries at Eleusis, Cornell University Library.
- „Foreword and first chapter from The Road to Eleusis”. Архивирано из оригинала 14. 12. 2012. г. Приступљено 26. 03. 2011. R. Gordon Wasson, Albert Hofmann, Carl A. P. Ruck
- Rosicrucian Digest vol. 87 devoted entirely to the Eleusinian Mysteries

### Moderna praksa
Ovde su navedene paganske, neo-paganske i rekonstrukcionističke verske grupe koje nastoje da održavaju moderne verzije Eleusinskih misterija za svoje članove. One uključuju:
- Hellenion
- Summerland Grove
- Magickal Mystery Tours
- Spring Mysteries Festival